# Repliement de spectre
Pour les articles homonymes, voir Aliasing.

Ce graphique démontre le repliement du spectre d'un signal sinusoïdal de fréquence f = 0,9, confondu avec un signal de fréquence f = 0,1 lors d'un échantillonnage de période T = 1,0.

Le repliement de spectre (aliasing en anglais) est un phénomène qui introduit, dans un signal qui module une fréquence porteuse ou dans un signal échantillonné, des fréquences qui ne devraient pas s'y trouver, lorsque la fréquence porteuse ou la fréquence d'échantillonnage sont inférieures à deux fois la fréquence maximale contenue dans le signal.
Cette distorsion se produit parce qu'un signal de fréquence f a exactement le même effet sur le signal modulé que ceux de fréquence (fréquence porteuse - fréquence f). De même, dans le cas d'un signal échantillonné, tous les signaux dont l'écart de fréquence avec la fréquence d'échantillonnage est identique se représentent par les mêmes échantillons. Lorsqu'on reconstitue le signal d'origine, il est impossible de distinguer ces composantes dont la représentation est identique.

## Terminologie
En anglais, le repliement du spectre s'appelle généralement aliasing, du latin alias, exprimant par une métaphore que le même signal se présente sous la forme d'une autre fréquence. Ce terme désigne le changement de fréquence volontaire dans les récepteurs de radio superhétérodynes ; il a été par la suite associé à celui, préjudiciable, qui se produit avec les signaux dépassant la moitié de la fréquence porteuse ou la fréquence d'échantillonnage, puis au crénelage, un effet de l'erreur de quantification dans les images numériques. Le repliement du spectre, dans une image, s'appelle le moiré. Cette confusion s'explique par le fait que l'un et l'autre sont des effets de la discrétisation du signal, soit temporelle, soit dans son amplitude, et par la liaison intime des deux dans le processus de numérisation.
Les termes français correspondants sont repliement ou repli de spectre ou spectral pour le phénomène et distorsion de repliement pour son résultat. Dans le contexte des récepteurs superhétérodynes, le produit du changement de fréquence est la fréquence conjuguée.

## Description du phénomène
Pour comprendre l'effet de repliement du spectre sans les mathématiques, il faut se représenter le cheminement du signal.
|   | Phase           | Description                                                                                      | Notes |
| 1 | Échantillonnage | La valeur du signal est relevée à intervalles réguliers.                                         | On peut comprendre cette opération comme la multiplication du signal par un signal comportant une série d'impulsions d'égale amplitude. Il en résulte une série d'impulsions d'amplitude proportionnelle au signal à l'instant de la coïncidence.                                                                  |
| 2 | Traitement      | Pour la compréhension du phénomène de repliement du spectre, on suppose une simple transmission. | Le traitement peut inclure une quantification ; mais ce n'est pas nécessaire à la théorie, et ce n'est pas toujours le cas. Dans la téléphonie analogique, les signaux échantillonnés sont multiplexés ; dans les lignes à retard analogiques, ils sont entreposés dans des cellules à transfert de charges (CCD). |
| 3 | Reconstitution  | Le signal issu de la phase 1 passe à travers un filtre intégrateur.                              | Le filtre de reconstitution ne va conserver que les fréquences inférieures à la demi-fréquence d'échantillonnage. |

Supposons que les impulsions d'échantillonnage se produisent à un intervalle temps τ. Le système prélèvera un échantillon au temps 0, au temps τ, au temps 2τ, etc. La fréquence d'échantillonnage est fe = 1 / τ.
Comme pendant l'intervalle entre deux échantillons, le système néglige l'évolution du signal, on conçoit que plusieurs signaux différents puissent donner exactement la même suite d'échantillons.
Supposons que le signal soit périodique, c'est-à-dire qu'il se reproduit identiquement à chaque période P. Pour simplifier les calculs, on prend des signaux sinusoïdaux, mais ce n'est pas indispensable au raisonnement. La valeur des échantillons
où n et p sont des nombres entiers relatifs, est égale quel que soit p. Toutes les sinusoïdes de fréquence  f + p fe correspondent à la même série d'échantillons.
Au moment de la reconstitution, le filtre ne conserve que la sinusoïde dont la fréquence est inférieure à fe / 2. Ce n'est pas forcément celle du signal original. Notamment, si la fréquence du signal était supérieure à fe / 2, le filtre de reconstitution obtiendra la fréquence de différence (p = -1) f - fe (une fréquence négative est ici égale à la fréquence positive à la phase près).
Il en va de même pour toutes les fréquences. Chaque fréquence f a deux séries de conjuguées {\displaystyle nf_{e}+f} et {\displaystyle nf_{e}-f}. Le spectre se trouve ainsi replié entre 0 et fe / 2.
Lorsque la fréquence du signal est comprise entre 0 et la demi-fréquence d'échantillonnage, le résultat après reconstruction correspond à un produit d'intermodulation entre le signal et la fréquence d'échantillonnage.

## Audio
Supposons un échantillonnage à 44,1 kHz. Si le signal original a une fréquence f supérieure à  22,05 kHz, il sera reproduit à (44.1 - f). On construit donc des filtres pour éliminer aussi radicalement que possible toutes les fréquences au-dessus de 20 kHz. Mais il est impossible de construire un mur qui limite radicalement la bande passante à une certaine fréquence. Les filtres ont une pente de tant de décibels par octave. Entre  20 kHz et  22,05 kHz, il n'y a que 10 % d'écart. Il est impossible d'avoir, dès 22,05 kHz, des atténuations appréciables.
Ce qui sauve le système, c'est que les fréquences conjuguées des fréquences supérieures à la demi-fréquence d'échantillonnage se trouvent en ordre inverse, d'abord dans la bande de réserve, puis dans la bande audible :
| fréquences d'origine  | 22,1 kHz | 24,1 kHz | 26,5 kHz | 29,1 kHz | 35,5 kHz | 39,1 kHz |
| fréquences conjuguées | 22 kHz   | 20 kHz   | 17,6 kHz | 15 kHz   | 8,6 kHz  | 5 kHz    |

L'oreille est moins sensible à la tonalité dans les extrêmes basses et aigües. Le filtre atténue donc d'autant plus que la fréquence conjuguée se rapproche de la région où la perception humaine est plus détaillée. En outre, dans la voix humaine et dans les instruments de musique capables de produire une note tenue, les fréquences élevées sont notablement plus faibles, et naturellement inharmoniques. Tous ces facteurs permettent à un système peu rigoureux théoriquement de produire des résultats acceptés par le public dans la pratique, d'autant plus qu'au moment de son lancement, il apparaissait comme un progrès sur le système précédent, le disque microsillon.

## Image
Le repliement du spectre se produit lorsqu'on utilise un système à balayage (raster) qui décompose l'image en lignes ou en un tableau de pixels. Lorsque le sujet comporte un motif régulier, il ne peut être reproduit, et on observe une surface traversée par des zones claires et sombres.

### Image animée
Un effet connu du repliement du spectre s'observe quand des roues à rayons semblent tourner à l'envers. L'image animée, en effet, prend un échantillon régulier 24 ou 25 fois par seconde ; lorsque le mouvement filmé résulte en une onde de fréquence approximativement égale à cette fréquence d'échantillonnage, le mouvement semble ralentir ou s'inverser.
On met à profit ce phénomène dans l'observation stroboscopique. En ajustant la fréquence du stroboscope, on observe un mouvement périodique au ralenti.
Si dans d'autres domaines le filtrage préalable du signal (pour supprimer toute composante supérieure à la fréquence de Nyquist) évite l'apparition de ces fréquences « fantômes », ce filtrage n'est pas toujours possible voire désirable en cinéma/vidéo. La roue à rayons apparaîtrait fixe, tous les rayons étant flous, ce qui serait visuellement encore pire, dès lors que le public est habitué à l'effet…